# Memoriał Łukasza Romanka 2008
Memoriał im. Łukasza Romanka 2008 – drugi turniej żużlowy poświęcony pamięci tragicznie zmarłego żużlowca Łukasza Romanka, rozegrany w Rybniku w dniu 31 maja 2008 roku. Zawody sędziował Marek Wojaczek, widzów: 4000.

## Wyniki końcowe
```
 1. 
 
Greg Hancock
          Włókniarz Częstochowa    - 15 (3,3,3,3,3)
 2. 
 
Rafał Dobrucki
        ZKŻ Zielona Góra         - 13 (3,2,3,2,3)
 3. 
 
Sebastian Ułamek
      Włókniarz Częstochowa    - 12 (2,3,2,2,3)
 4. 
 
Tomasz Gollob
         Stal Gorzów              - 10 (1,3,2,3,1)
 5. 
 
Rune Holta
            Stal Gorzów              - 10 (3,3,1,1,2)
 6. 
 
Rafał Okoniewski
      Polonia Bydgoszcz        -  9 (1,2,3,3,0)
 7. 
 
Adrian Miedziński
     Unibax Toruń             -  8 (2,0,1,3,2)
 8. 
 
Sławomir Drabik
       Unia Tarnów              -  8 (3,1,2,1,1)
 9. 
 
Mateusz Szczepaniak
   Włókniarz Częstochowa    -  7 (0,2,3,0,2)
10. 
 
Piotr Świderski
       RKM Rybnik               -  7 (1,1,0,2,3)
11. 
 
Tomasz Gapiński
       Włókniarz Częstochowa    -  7 (2,2,2,d,1)
12. 
 
Antonio Lindbäck
      RKM Rybnik               -  4 (0,1,1,2,0)
13. 
 
Karol Ząbik
           Unibax Toruń             -  3 (0,1,0,0,2)
14. 
 
Piotr Protasiewicz
    ZKŻ KZielona Góra        -  3 (2,0,1,d,w)
15. 
 
Filip Sitera
          Atlas Wrocław            -  3 (1,0,0,1,1)
16. 
 
Roman Chromik
         RKM Rybnik               -  1 (1)
17. 
 
Kamil Cieślar
         Rybki Rybnik             -  0 (0,0,0,-,0)
```

## Bieg po biegu
```
 1. Dobrucki, Ułamek, Świderski, Lindbaeck
 2. Drabik, Gapiński, Gollob, Cieślar
 3. Holta, Miedziński, Sitera, Ząbik
 4. Hancock, Protasiewicz, Okoniewski, Szczepaniak
 5. Ułamek, Szczepaniak, Drabik, Miedziński
 6. Hancock, Dobrucki, Ząbik, Cieślar
 7. Holta, Gapiński, Świderski, Protasiewicz
 8. Gollob, Okoniewski, Lindbaeck, Sitera
 9. Okoniewski, Ułamek, Holta, Cieślar
10. Dobrucki, Drabik, Protasiewicz, Sitera
11. Hancock, Gollob, Miedziński, Świderski
12. Szczepaniak, Gapiński, Lindbaeck, Ząbik
13. Hancock, Ułamek, Sitera, Gapiński (d1)
14. Gollob, Dobrucki, Holta, Szczepaniak
15. Okoniewski, Świderski, Drabik, Ząbik
16. Miedziński, Lindbaeck, Chromik, Protasiewicz (d4)
17. Ułamek, Ząbik, Gollob, Protasiewicz (w/u)
18. Dobrucki, Miedziński, Gapiński, Okoniewski
19. Świderski, Szczepaniak, Sitera, Cieślar
20. Hancock, Holta, Drabik, Lindbaeck 
```